# Heron Tower
La Heron Tower es un rascacielos en la City de Londres propiedad de Heron International, en la capital británica. Tiene una altura de 230 metros, después de haber finalizado en julio de 2010, incluyendo el mástil de la antena que mide 28 metros, o 202 (663 pies) sin contar el mástil - por lo que es el edificio más alto de la City de Londres y el tercer edificio más alto en Londres en su conjunto, por detrás del 1 Canada Square en Canary Wharf y el Shard London Bridge. La Heron Tower abrió sus puertas en el primer trimestre de 2011.

## Diseño y Planificación

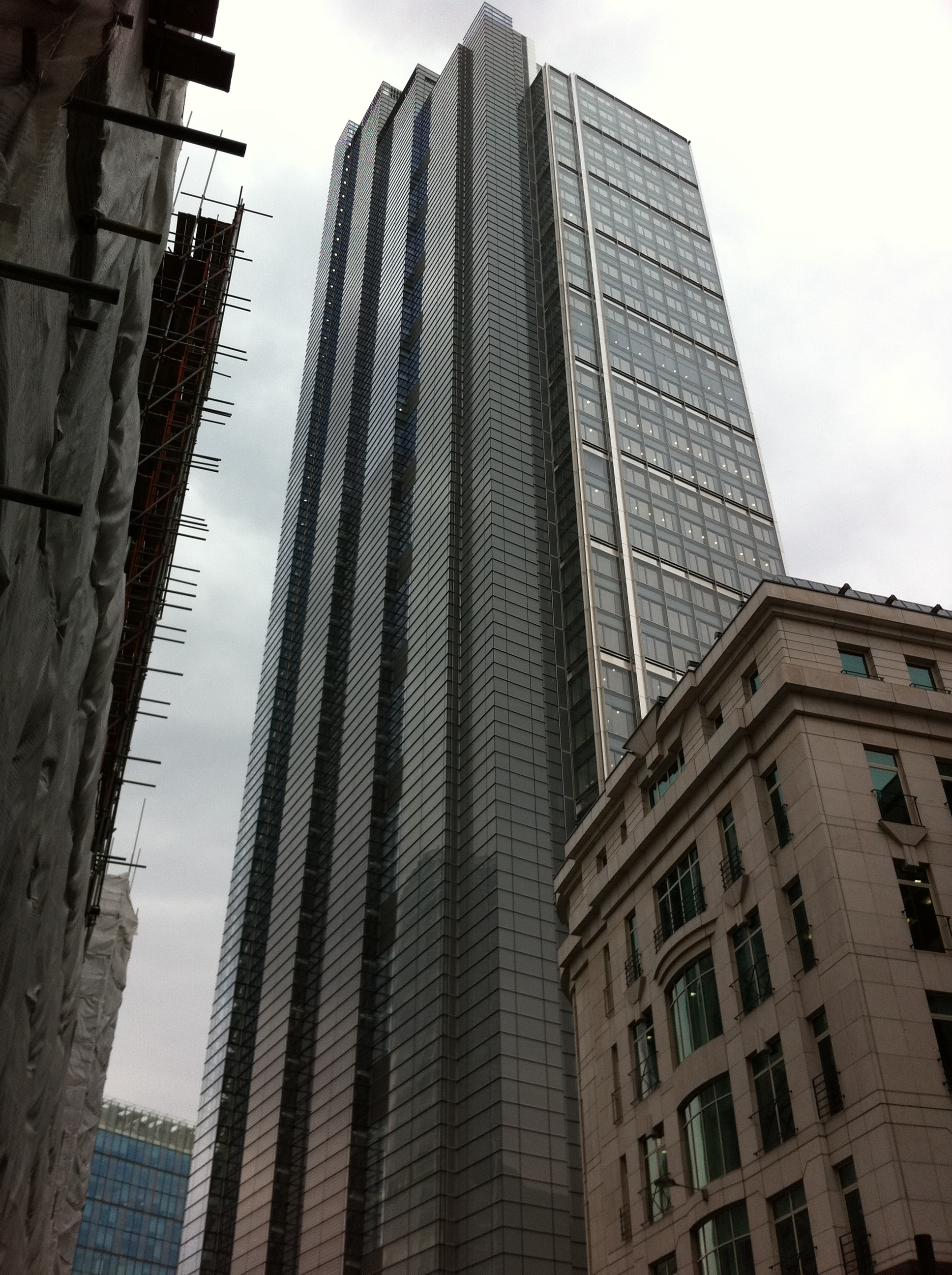
La Heron Tower, en la City de Londres

Diseñado por los arquitectos Kohn Pedersen Fox, la altura de la torre fue planeada para ser de 183 metros, idéntica a la altura del entonces edificio más alto de la ciudad, la Torre 42.
El edificio generó controversia cuando se anunció por primera vez, debido a su proximidad a la Catedral de San Pablo, vista desde el puente de Waterloo. Patrimonio Inglés fue el más vocal de los grupos en expresar sus preocupaciones. Una consulta pública se llevó a cabo posteriormente, el resultado de las cuales se decidió por el entonces vice primer ministro, John Prescott, quien se pronunció a favor de los desarrolladores planes. La torre fue dada en aprobación definitiva en julio de 2002.
Tres años más tarde, el proyecto aún no había comenzado la construcción. En septiembre de 2005, la Heron Property Corporation presentó una solicitud de planificación para aumentar la altura de su torre aprobada. Los planes fueron revisados y ahora se proponía un edificio de 202 metros (663 pies) de altura coronado por una antena de 28 metros (92 pies), lo que supone un total de 230 metros (755 pies) de altura. Aunque el diseño era muy similar al del esquema anterior, la parte superior de la torre y la fachada sur se perfeccionaron. En enero de 2006, el proyecto revisado fue aprobado por la City of London Corporation.

## Interior
La Heron Tower fue diseñada para ofrecer un nuevo estilo en el área de la entrada y de la recepción de incorporación, incluye un acuario de 70.000 litros con un tiburón y otros 1300 pescados. Entre el piso 38 y 40 tiene un bar y un restaurante con terraza exterior, ambos abiertos al público. Situados por encima del centro comercial y se accede por un ascensor panorámico desde una entrada dedicada en el centro comercial.

## Medio Ambiente
La Torre Heron utiliza células fotovoltaicas para generar energía renovable, lo que le permite obtener una calificación BREEAM de "Excelente" en enero de 2010.

## Construcción
En marzo de 2007, se confirmó que Heron había firmado un acuerdo de financiación con el Fondo de Reserva General del Estado del Sultanato de Omán para proporcionar el capital para el desarrollo. Tras el nombramiento de Skanska, la empresa que había levantado a 30 St Mary Axe, como contratista principal, las obras comenzaron en el lugar a mediados de 2007.
La construcción se inició en abril de 2008, con pilotes de cimentación e instalando barras de acero, mientras que la primera torre grúa fue construida en junio, en agosto, una segunda torre grúa fue elevada, seguida por una tercera y última en septiembre. A principios de octubre, las vigas de acero aparecieron por primera vez en el lugar, con el núcleo visible por encima de nivel de la calle. En noviembre, temporalmente se colocaron estructuras de acero, y el hormigón se vertió en la base, (hormigonado continuo hasta la Navidad).
Se reanudó el 19 de enero de 2009 con más estructuras de acero. La velocidad de la construcción aumentó poco después, Los suelos fueron construidos en grupos de dos plantas, y cada grupo tomó un par de semanas previstas para la construcción. Primero se aplicó el revestimiento (sobre el 22 de mayo).
En julio, Heron International, Skanska y Kohn Pedersen Fox llevaron a cabo una Ceremonia de Cápsula del Tiempo en el lugar de la construcción de la Heron Tower, que marcaba la finalización de los cimientos del edificio. La cápsula del tiempo contiene una serie de elementos de importancia para la Torre Heron, y también se incluye un caparazón de tortuga de fuentes éticas, de conformidad con los principios del Feng Shui.
En octubre de 2009 la torre llegó a los 34 pisos en pie con poco más de 150 metros, lo que significa que se definió como un rascacielos. A mediados de octubre, la construcción llegó a la parte superior edificio. A principios de noviembre de 2009 se superó a la Torre Broadgate (164 metros), lo que es el tercer edificio más alto de la ciudad. A finales de 2009, la construcción alcanzó el piso 44, adelantando a la Torre 42 como el edificio más alto de la ciudad de Londres, un récord había mantenido durante 30 años. Las luces de Navidad también fueron incorporados a las grúas en diciembre.
El 12 de abril de 2010, Heron International llevó a cabo una ceremonia para celebrar la finalización estructural del edificio, a la que asistió el alcalde de Londres. El 22 de julio de 2010, la torre se finalizó, llegando la altura del edificio a 230 metros. En enero de 2011, el acuario fue entregado y está en proceso de ser instalado.